# Haifaa Awad
Haifaa Awad (født 1. februar 1986 i Damaskus) er en dansk læge, debattør, aktivist og forfatter med syrisk baggrund. Hun blev i 2022 valgt som forperson for Mellemfolkeligt Samvirke. Awad blev oprindelig kendt, da hun i 2013 arbejdede som frivillig læge på et felthospital i en nordsyrisk landsby under den syriske borgerkrig og skrev en dagbog om begivenhederne, der blev bragt i uddrag i det danske dagblad Information og senere udgivet som e-bog med titlen En læges dagbog fra Syrien. I juni 2015 rejste hun igen til Syrien som frivillig læge og rapporterede igen om sine oplevelser i Information. Også denne gang blev dagbogsbladene udgivet som ebog under den opfølgende titel En læges dagbog fra Syrien II.

## Biografi
Haifaa Awad er født i Damaskus i Syrien. Hendes mor er syrer, og hendes far er fra Irak, hvorfra han flygtede under Saddam Husseins styre. 1. juledag 1993 kom hun til Danmark sammen med sin familie, der bosatte sig i Hillerød. Fra 2006-13 studerede hun medicin ved Københavns Universitet. 2013-14 arbejdede hun som læge på hospitalet i Torshavn, og derefter ved Nordsjællands Hospital.
Haifaa Awad har deltaget i integrationsdebatten i forskellige sammenhænge. Hun var således medlem af Dansk Ungdoms Fællesråds rådgivende organ Ny-Dansk Ungdomsråd i 2010-12 og medstifter og næstformand (2010-11) for foreningen Dansk Arabisk Ungdom. Ligeledes har hun deltaget i mediedebatten om emner som unge nydanskeres opvækst og danskernes forhold til borgerkrigen i Syrien.
I 2016 blev hun tildelt Politikens Frihedspris (sammen med den i Storbritannien bosiddende dokumentarist Rami Abdul Rahman) for sin indsats for de civile ofre for borgerkrigen i Syrien. I 2019 modtog hun Det Udenrigspolitiske Selskabs Lippman-pris for sit humanitære og internationalt orienterede arbejde.
I 2022 blev hun valgt som ny forperson for Mellemfolkeligt Samvirke.

## Frivillig læge i Syrien
I sommeren 2013 rejste Haifaa Awad på eget initiativ til Syrien via Tyrkiet for i en måned (fra 27. juli til 26. august) at arbejde på et lille nordsyrisk felthospital, der blandt andet behandlede ofre for det syriske regimes bombeangreb. Hun skrev en række detaljerede artikler til dagbladet Information om sine oplevelser og indtryk blandt de hårdtsårede i en krigszone. Artiklerne vakte stor opsigt. Den 10. artikel, Ved at løbe tør for ord, fra den 19. august 2013, var således 10 dage senere blevet læst af 145.000 personer, hvilket var en overvældende læserrekord blandt alle artikler på avisens hjemmeside nogensinde, hvor en "meget læst artikel" normalt opnår ca. 10.000 sidevisninger. Serien vakte også stor opsigt i andre medier og blev senere udgivet som e-bog på Informations Forlag. 
I juni 2015 rejste Haifaa Awad atter tilbage til det samme hospital for at arbejde som frivillig anæstesilæge, og igen lod hun offentliggøre en serie artikler med sine betragtninger og oplevelser i dagbladet Information. Selvom opholdet skulle have varet i to uger, måtte hun dog rejse hjem igen allerede efter en uge.